# Luuk de Jong
Luuk de Jong (Aigle, 27. kolovoza 1990.) nizozemski je nogometaš koji igra na poziciji napadača. Trenutačno igra za Porto.